# سوومی (مینه‌سوتا)
سوومی (به انگلیسی: Suomi) یک منطقهٔ مسکونی در ایالات متحده آمریکا است که در شهرستان ایتاسکا، مینه‌سوتا واقع شده‌است. سوومی ۱۰ نفر جمعیت دارد و ۴۱۳٫۹۲ متر بالاتر از سطح دریا قرار دارد.